# Производство кофе в Эквадоре

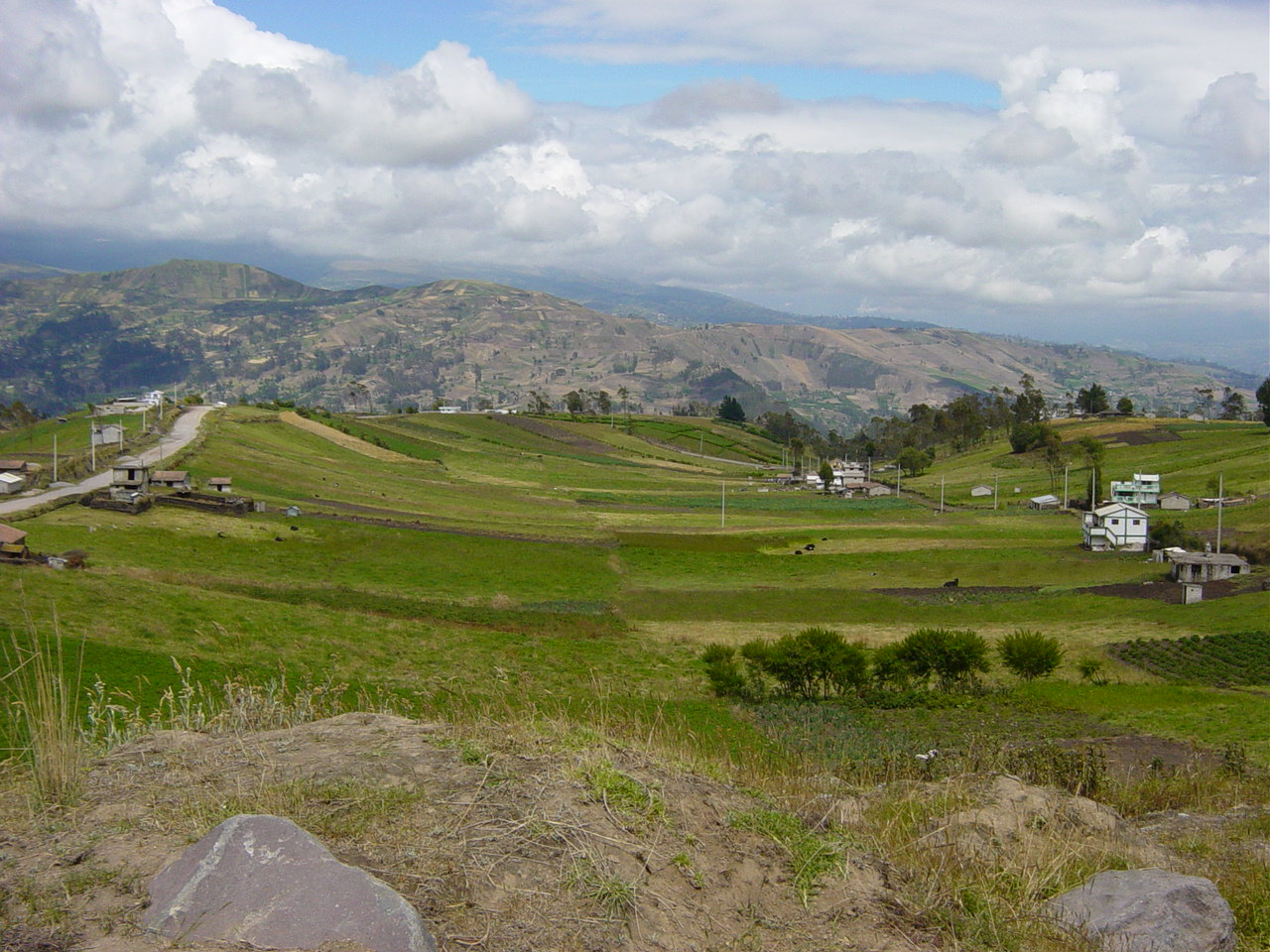
Пейзаж в окрестностях Амбато

Производство кофе в Эквадоре длительное время является важной отраслью экономики страны.

## История
Впервые кофе был ввезен в Эквадор в 1860 году. В 1903 году количество производимого кофе упало, но два года спустя оно снова начало расти, ставя Эквадор в один ряд с европейскими странами по экспорту этого продукта. В 1935 году экспорт кофе вырос до 220 000 мешков.
В 1938 году сбор кофе составил 16 тыс. тонн. После начала второй мировой войны в 1939 году Эквадор длительное время сохранял нейтралитет (до присоединения к Антигитлеровской коалиции 2 февраля 1945 года), но торговля со странами Европы оказалась осложнена.
В 1950е - 1970е годы бананы, кофе и какао являлись основными экспортными товарами страны. 
В 1950 году сбор кофе составил 13 тыс. тонн. В 1955 году кофе составлял 26% объёма экспорта страны (и являлся вторым по значению экспортным товаром после бананов, которые составляли 40% экспорта).  
В 1967/68 году сбор кофе составил 70 тыс. тонн, в 1971 году - 72 тыс. тонн. В 1978 году производство кофе составило 89 тыс. тонн.
В 1975 году экспорт кофе составлял 1 018 000 мешков, а в 1985 году - 1 810 000 мешков. Однако, из-за экономического спада в 1990-х годах, экспорт кофе снизился. 
В 2001 году экспорт кофе составил 1 062 000 мешков, что является эквивалентом 63 720 тонн, а площади, занимаемые под выращивание кофе в Эквадоре составили 262 060 гектаров.
В 2008 году эквадорский кофе экспортировался почти в 50 стран мира. Наиболее важными импортерами эквадорского кофе являются США, Колумбия, Испания, Чили, Германия, Италия, Франция, Польша, Япония, Бельгия, Канада, Нидерланды, Аргентина и Швейцария.
В 2010 году производство кофе, по данным Национальной ассоциации экспортеров кофе, составило 1 201 350 мешков (или 72 тысячи тонн, стандартный кофейный мешок 60 кг.), на общую сумму примерно 172 млн. долларов США. 

## Современное состояние
В 2015 году общая площадь плантаций кофе составляла 60 тыс. гектаров, сбор кофе составлял 5,2 тыс. тонн.
Основными местами произрастания кофе являются провинции:
| Сорт кофе       | Провинция                                           |
| --------------- | --------------------------------------------------- |
| Арабика lavado  | Эль-Оро, Манаби, Лоха, Гуаяс, Самора-Чинчипе        |
| Арабика natural | Лоха, Манаби, Эль-Оро, Лос-Риос, Гуаяс              |
| Робуста         | Пичинча, Орельяна, Сукумбиос, Гуаяс, Лос-Риос, Напо |